# Cap Morgiou
Ne doit pas être confondu avec Calanque de Morgiou.
Le cap Morgiou est un cap de France situé dans le 9ème arrondissement de Marseille, dans les Bouches-du-Rhône, un département de la région Provence-Alpes-Côte d'Azur.

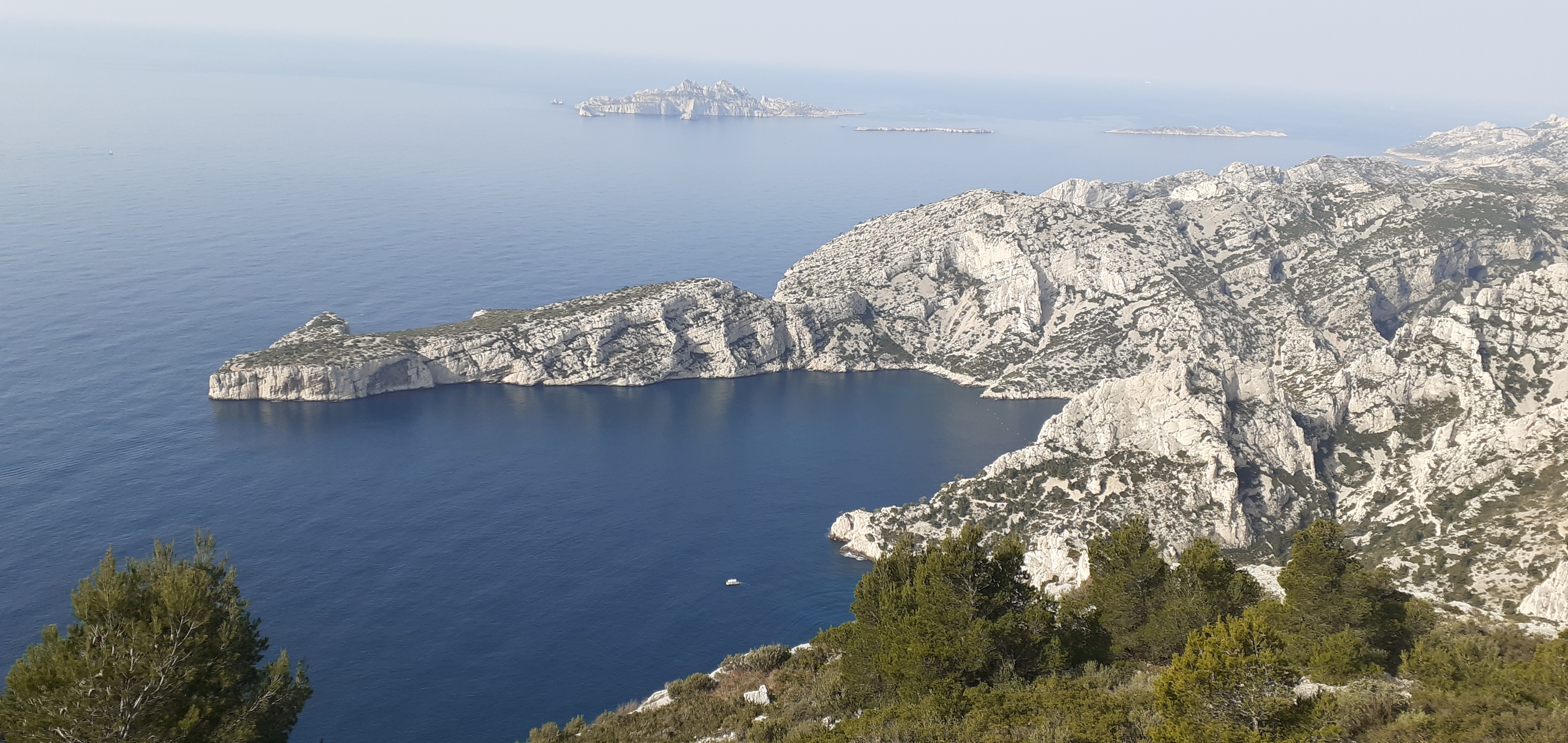
Le cap Morgiou au centre dans son intégralité vu depuis le col de la Candelle.

Il se situe dans le massif des Calanques, à proximité de la calanque de la Triperie qui abrite la grotte Cosquer.
L'extrémité du cap Morgiou, accessible à pied par un sentier de randonnée, constitue un belvédère de premier plan sur le massif de la Grande Candelle et son littoral particulièrement découpé avec ses multiples criques et calanques.

## Histoire

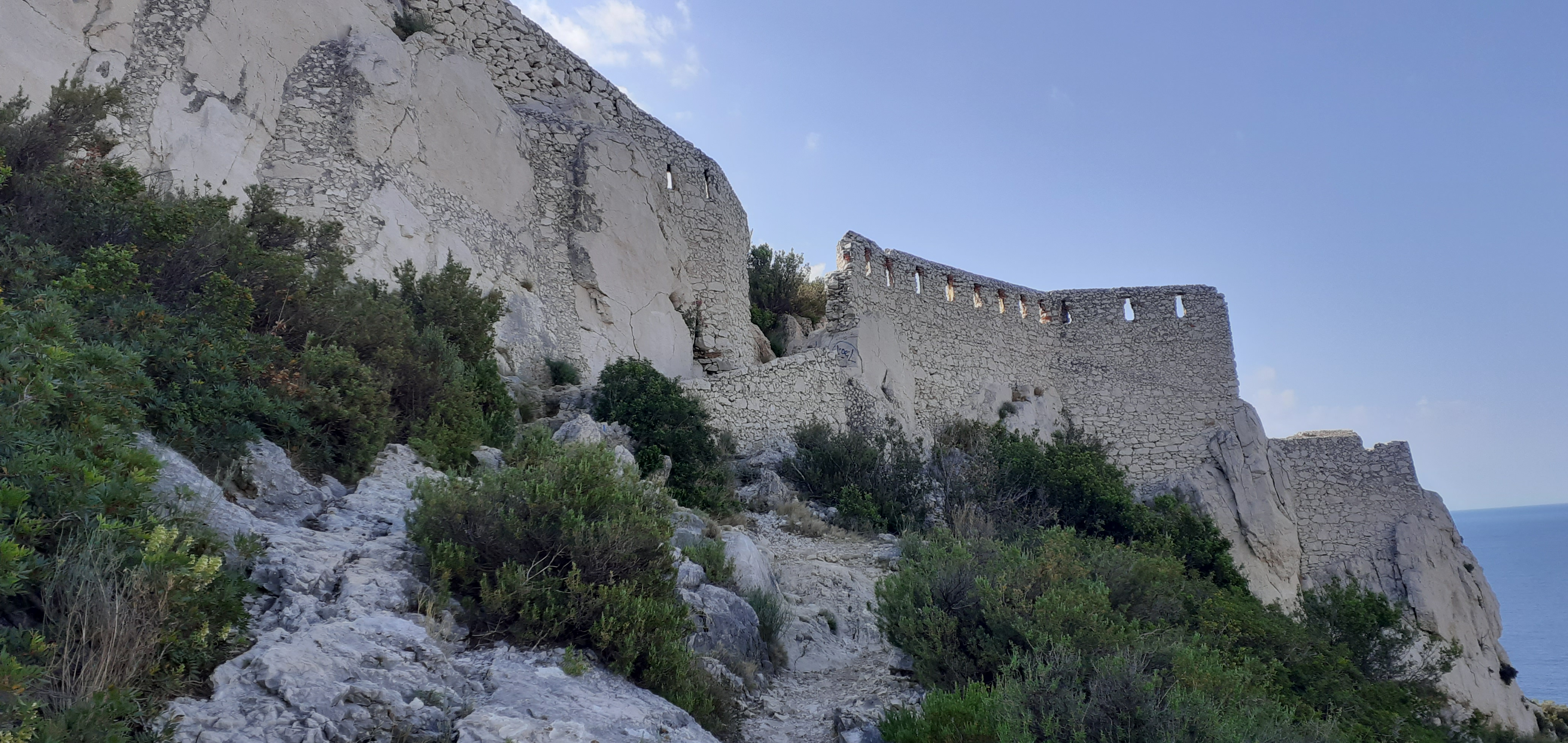
Vestiges du fortin.

Des vestiges en pierres d'un fortin sont visibles entre le col du Renard et l'extrémité du cap avec des batteries et des magasins. Ces constructions ont été édifiées  afin de lutter en 1813 contre la flotte anglaise. D'autres vestiges tels que des canons et des boulets ont été trouvés près du fortin ou au fond de la mer témoignant des combats à proximité du site,.

## Accès
L'extrémité du cap Morgiou, qui plonge dans la mer, s'atteint par deux sentiers de randonnée :
- depuis la calanque de Morgiou, par le sentier balisé en noir, sans difficulté ;
- depuis le col des Baumettes, par le sentier balisé en bleu, plus long et présentant une section raide avec des éboulis (mur du Renard).

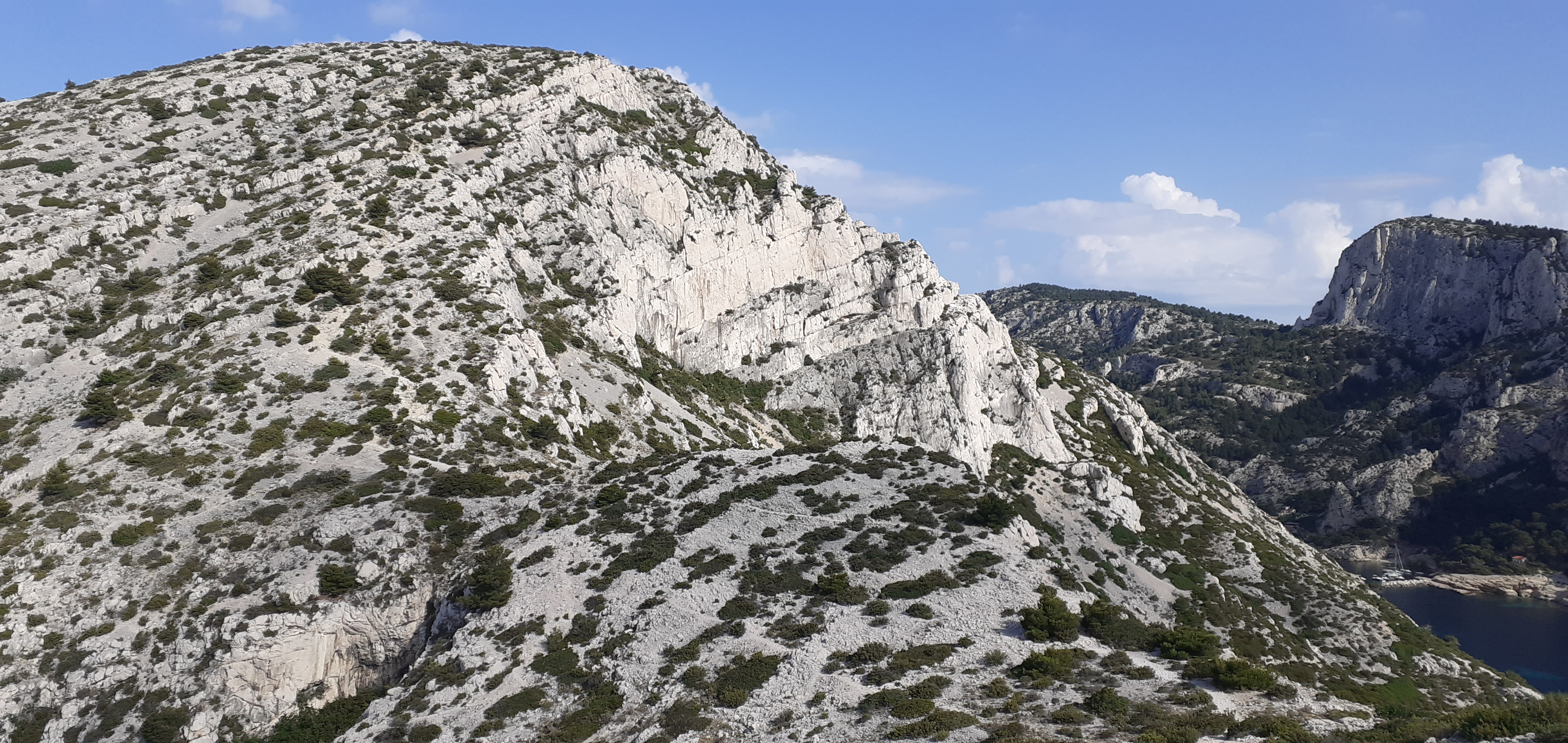
Le mur du Renard vu du col éponyme tout au long duquel serpentent les lacets du sentier balisé en bleu (cap Morgiou).